# Molotov Solution
Molotov Solution  est un groupe de deathcore américain, originaire de Las Vegas, dans le Nevada,. Formé en 2004, le groupe est notable pour ses paroles politiquement engagées.

## Biographie
Molotov Solution est formé en 2004, à Las Vegas, dans le Nevada,. Le premier album du groupe,, The Path to Extinction, est terminé et publié en 2005, puis encore en 2006 le groupe effectue un split avec War from a Harlots Mouth. En 2008, le groupe publie un album homonyme. Le split avec War from a Harlots Mouth et l'album homonyme sont publiés au label Twelve Gauge Records en 2006. Plus tard en 2008, la formation entière, à l'exception du guitariste Robbie Pina et du bassiste Kevin Oakley, quittent le groupe sans raison apparente. Le style musical du groupe change alors, notamment avec l'arrivée du chanteur Nick Arthur. Le 10 décembre 2008, Molotov Solution signe au label Metal Blade Records et y publie un nouvel album intitulé The Harbinger, enregistré par Kelly Cairns, Daniel Castleman, et Tim Lambesis sans son studio, le 9 juin 2009.
Au printemps 2010, Colisen, Oakley, et Johnson quittent le groupe sans raison, mais en bons termes. Molotov Solution continue ses tournées en 2010. Arthur et Pina réussissent à trouver un membre pour leur tournée d'été, le No Time to Bleed en octobre, avec Suicide Silence. Le 8 décembre 2010, Molotov Solution est annoncé au label BlkHeart Group. Le groupe aussi annonce des changements de sa formation. Le groupe publie un troisième album, Insurrection, le 25 octobre. Le 5 janvier 2012, Le membre fondateur et guitariste Robbie Pina quitte le groupe, et est remplacé temporairement par Cody Jarvis. Jarvis remplaçait Pina pendant sa séparation « personnelle » du groupe au Age of Hell Tour avec Chimaira et Unearth. Le 13 juin 2012, Nick Arthur annonce que le groupe est en pause à durée indéterminée,.
En 2013, Molotov Solution se reforme, et signe un album pour 2015. En décembre 2015, Nick Arthur est annoncé pour une tournée avec le groupe australien Thy Art Is Murder après le départ de leur chanteur CJ McMahon.

## Membres

### Membres actuels
- Robbie Pina – guitare (2004–2012, depuis 2013)
- Kevin Oakley – basse (2006–2010, depuis 2013)
- Nick Arthur – chant (2008–2012, depuis 2013)
- Sims Housten-Colisen – guitare (2008–2010, depuis 2013)
- Jeremy Johnson – batterie (2008–2010, depuis 2013)

### Anciens membres
- Cassidy Sprague – guitare (2004–2007)
- Matt Manchuso – batterie (2004–2008)
- Kyle Davis – chant (2004–2008)
- Justin Fornof – basse (2005–2006)
- Mike Degilormo – basse (2006)
- Shane Slade – basse (2010–2012)
- Jake Durrett – batterie (2010–2012)
- Richie Gomez – guitare (2010–2012)

## Discographie
- 2005 : The Path to Extinction
- 2006 : Split (album avec War from a Harlots Mouth)
- 2008 : Molotov Solution
- 2009 : The Harbinger
- 2011 : Insurrection